# Kézilabda a 2024. évi nyári olimpiai játékokon
A 2024. évi nyári olimpiai játékokon a kézilabdatornákat július 25. és augusztus 11. között rendezték meg. A férfi és a női tornán is 12 csapat vett részt.

## Selejtezők

### Férfi
| Esemény                                         | Dátum                | Helyszín                  | Kvóta | Kvalifikált csapatok                   |
| ----------------------------------------------- | -------------------- | ------------------------- | ----- | -------------------------------------- |
| Rendező                                         | -                    | -                         | 1     | Franciaország (FRA)                    |
| 2023-as világbajnokság                          | 2023. január 29.     | Lengyelország, Svédország | 1     | Dánia (DEN)                            |
| 2024-es Afrika-bajnokság                        | 2024. január 27.     | Kairó                     | 1     | Egyiptom (EGY)                         |
| 2023-as ázsiai olimpiai selejtező               | 2023. október 28.    | Katar                     | 1     | Japán (JPN)                            |
| 2023-as Pánamerika-bajnokság                    | 2023. november 4.    | Chile                     | 1     | Argentína (ARG)                        |
| 2024-es Európa-bajnokság                        | 2024. január 28.     | Németország               | 1     | Svédország (SWE)                       |
| 2024-es férfi kézilabda olimpiai selejtezőtorna | 2024. március 14-17. | Granollers                | 2     | Spanyolország (ESP) · Szlovénia (SLO)  |
| 2024-es férfi kézilabda olimpiai selejtezőtorna | 2024. március 14-17. | Hannover                  | 2     | Horvátország (CRO) · Németország (GER) |
| 2024-es férfi kézilabda olimpiai selejtezőtorna | 2024. március 14-17. | Tatabánya                 | 2     | Norvégia (NOR) · Magyarország (HUN)    |
| Összesen                                        |                      |                           | 12    |                                        |

### Női
| Esemény                                       | Dátum               | Helyszín   | Kvóta | Kvalifikált csapatok                  |
| --------------------------------------------- | ------------------- | ---------- | ----- | ------------------------------------- |
| Rendező                                       | -                   | -          | 1     | Franciaország (FRA)                   |
| 2022-es Európa-bajnokság                      | 2022. november 20.  | Szlovénia  | 1     | Dánia (DEN)                           |
| 2023-as világbajnokság                        | 2023. december 17.  | Dánia      | 1     | Norvégia (NOR)                        |
| 2023-as afrikai olimpiai selejtező            | 2023. október 12.   | Angola     | 1     | Angola (ANG)                          |
| 2023-as ázsiai olimpiai selejtező             | 2023. augusztus 23. | Japán      | 1     | Dél-Korea (KOR)                       |
| 2023-as Pánamerika-bajnokság                  | 2023. október 27.   | Chile      | 1     | Brazília (BRA)                        |
| 2024-es női kézilabda olimpiai selejtezőtorna | 2024. április 8-14. | Debrecen   | 2     | Magyarország (HUN) · Svédország (SWE) |
| 2024-es női kézilabda olimpiai selejtezőtorna | 2024. április 8-14. | Torrevieja | 2     | Hollandia (NED) · Spanyolország (ESP) |
| 2024-es női kézilabda olimpiai selejtezőtorna | 2024. április 8-14. | Neu-Ulm    | 2     | Németország (GER) · Szlovénia (SLO)   |
| Összesen                                      |                     |            | 12    |                                       |

## Éremtáblázat
(A táblázatokban a rendező nemzet sportolói eltérő háttérszínnel, az egyes számoszlopok legmagasabb értéke vagy értékei vastagítással kiemelve.)
| A 2024. évi nyári olimpiai játékok éremtáblázata kézilabdában | A 2024. évi nyári olimpiai játékok éremtáblázata kézilabdában | A 2024. évi nyári olimpiai játékok éremtáblázata kézilabdában | A 2024. évi nyári olimpiai játékok éremtáblázata kézilabdában | A 2024. évi nyári olimpiai játékok éremtáblázata kézilabdában | Olimpia  |
| ------------------------------------------------------------- | ------------------------------------------------------------- | ------------------------------------------------------------- | ------------------------------------------------------------- | ------------------------------------------------------------- | -------- |
|                                                               | Ország                                                        | Arany                                                         | Ezüst                                                         | Bronz                                                         | Összesen |
| 1.                                                            | Dánia (DEN)                                                   | 1                                                             | 0                                                             | 1                                                             | 2        |
| 2.                                                            | Norvégia (NOR)                                                | 1                                                             | 0                                                             | 0                                                             | 1        |
|                                                               |                                                               |                                                               |                                                               |                                                               |          |
| 3.                                                            | Franciaország (FRA)                                           | 0                                                             | 1                                                             | 0                                                             | 1        |
| 3.                                                            | Németország (GER)                                             | 0                                                             | 1                                                             | 0                                                             | 1        |
| 5.                                                            | Spanyolország (ESP)                                           | 0                                                             | 0                                                             | 1                                                             | 1        |
|                                                               |                                                               |                                                               |                                                               |                                                               |          |
| Összesen                                                      | Összesen                                                      | 2                                                             | 2                                                             | 2                                                             | 6        |

## Érmesek

### Férfi torna
| A 2024. évi nyári olimpiai játékok érmesei férfi kézilabdában | A 2024. évi nyári olimpiai játékok érmesei férfi kézilabdában | A 2024. évi nyári olimpiai játékok érmesei férfi kézilabdában | A 2024. évi nyári olimpiai játékok érmesei férfi kézilabdában |
| --- | --- | --- | ------------------------------------------------------------- |
| Arany | Ezüst | Bronz |                                                               |
| Dánia (DEN) | Németország (GER) | Spanyolország (ESP) |                                                               |
| Niklas Landin Jacobsen Niclas Kirkeløkke Magnus Landin Jacobsen Emil Jakobsen Rasmus Lauge Schmidt Emil Nielsen Magnus Saugstrup Hans Lindberg Mathias Gidsel Henrik Møllgaard Mikkel Hansen Lukas Jørgensen Lasse Andersson Simon Hald Thomas Sommer Arnoldsen Simon Pytlick | David Späth Johannes Golla Luca Witzke Sebastian Heymann Justus Fischer Juri Knorr Julian Köster Renārs Uščins Kai Häfner Tim Hornke Andreas Wolff Rune Dahmke Lukas Mertens Christoph Steinert Marko Grgić Jannik Kohlbacher | Gonzalo Pérez de Vargas Jorge Maqueda Alex Dujsebajev Rodrigo Corrales Adrià Figueras Imanol Garciandia Abel Serdio Agustín Casado Aleix Gómez Ian Tarrafeta Miguel Sánchez-Migallón Daniel Dujsebajev Kauldi Odriozola Daniel Fernández Javier Rodríguez Moreno |                                                               |

### Női torna
| A 2024. évi nyári olimpiai játékok érmesei női kézilabdában | A 2024. évi nyári olimpiai játékok érmesei női kézilabdában | A 2024. évi nyári olimpiai játékok érmesei női kézilabdában | A 2024. évi nyári olimpiai játékok érmesei női kézilabdában |
| --- | --- | --- | ----------------------------------------------------------- |
| Arany | Ezüst | Bronz |                                                             |
| Norvégia (NOR) | Franciaország (FRA) | Dánia (DEN) |                                                             |
| Veronica Kristiansen Maren Nyland Aardahl Stine Skogrand Nora Mørk Stine Bredal Oftedal Silje Solberg-Østhassel Kari Brattset Dale Kristine Breistøl Vilde Ingstad Katrine Lunde Marit Røsberg Jacobsen Camilla Herrem Sanna Solberg-Isaksen Henny Reistad Thale Rushfeldt Deila | Laura Glauser Méline Nocandy Alicia Toublanc Chloé Valentini Coralie Lassource Grâce Zaadi Cléopâtre Darleux Laura Flippes Orlane Kanor Tamara Horacek Pauletta Foppa Estelle Nze Minko Oriane Ondono Lucie Granier Sarah Bouktit Léna Grandveau Hatadou Sako | Sandra Toft Sarah Iversen Helena Elver Anne Mette Hansen Kathrine Heindahl Line Haugsted Althea Reinhardt Mette Tranborg Kristina Jørgensen Trine Østergaard Louise Burgaard Mie Højlund Emma Friis Rikke Iversen Michala Møller |                                                             |